# Gorno Divjaci
Gorno Divjaci (makedonska: Горно Дивјаци) är en ort i Nordmakedonien. Den ligger i den sydvästra delen av landet, 70 kilometer söder om huvudstaden Skopje. Gorno Divjaci ligger 1 107 meter över havet och antalet invånare är 121.